# كاراهيو (مدينة)
كاراهيو (بالإسبانية: Carahue)‏ هي بلدية تقع في تشيلي في Cautín Province. يقدر عدد سكانها بـ 24,377 نسمة ومساحتها 1,340.5 كم2 وترتفع عن سطح البحر 3 متر.